# Zinovij Alekseevič Peškov
Zinovij Alekseevič Peškov (in russo Зиновий Алексеевич Пешков?; Nižnij Novgorod, 16 ottobre 1884 – Parigi, 27 novembre 1966) è stato un generale e diplomatico francese di origine russa, il cui nome è spesso riportato, francesizzato, come Zinovi Pechkoff.

## Biografia

### Gli anni giovanili

Peškov (al centro) con Gor'kij (sinistra) e Maksim Alekseevič Peškov (figlio di Gor'kij, a destra)

Nato con il nome di Yeshua Zalman Sverdlov, secondogenito di una benestante famiglia ebrea di Nižnij Novgorod e fratello del futuro leader bolscevico Jakov Sverdlov, all'età di dodici anni conobbe il drammaturgo Maksim Gor'kij, di cui divenne presto il segretario personale.
Tra il 1902 e il 1904, al fine di evitare il divieto imposto agli ebrei dalle autorità zariste di abitare nelle grandi città, il giovane Zinovij Sverdlov si convertì e divenne cristiano ortodosso, facendosi adottare da Gor'kij e assumendo il cognome dell'adottante (il cui vero nome era Aleksej Peškov).
Diseredato dalla sua famiglia e chiamato alle armi dall'esercito dello zar, nel 1904 lasciò la Russia, dapprima viaggiando tra Finlandia, Inghilterra, e Svezia, e poi stabilendosi in Canada.
Due anni dopo ritrovò Gor'kij a New York. Quando lo scrittore venne espulso dagli Stati Uniti quale “persona non grata”, Peškov si trasferì a San Francisco, poi in Nuova Zelanda, ed infine seguì l'amico in Italia, a Capri.

### Il periodo a Capri

Lenin mentre gioca a scacchi con Bogdanov sulla terrazza di casa Gor'kij a Capri nell'aprile del 1908. Sullo sfondo la moglie di Bogdanov, Peškov e Gor'kij

A Capri conobbe molti intellettuali ed artisti, nonché molti rivoluzionari bolscevichi in esilio, tra cui Lenin, Bogdanov, Lunačarskij, Bazarov.
A quell'epoca risale anche l'incontro con Lydia Bourago, figlia di un colonnello cosacco, che di lì a poco sposò.
I due sposi emigrarono negli Stati Uniti, dove si separarono poco dopo la nascita della figlia Elizaveta, probabilmente a causa delle gravi difficoltà economiche in cui versava la famiglia. Elizaveta sposò successivamente Ivan Markov, ambasciatore sovietico a Roma, liquidato nel corso delle purghe staliniane nel 1937.
Peškov tornò nel 1913 a Capri, dove riprese la collaborazione con Gor'kij. Di lì a poco, lo scrittore decise però di tornare in Russia a seguito dell'amnistia concessa dai Romanov.
Peškov non seguì subito l'amico, e la prima guerra mondiale lo sorprese quindi in Italia.

### La prima guerra mondiale
Come nel 1905, Peškov rifiutò di prestare servizio nell'esercito dello zar. Per ragioni non facili da comprendere, egli decise di recarsi all'ambasciata francese di Ginevra, ove chiese di essere arruolato nella legione straniera. Condotto al posto di reclutamento di Nizza, venne arruolato come volontario il 31 agosto 1914.
Dopo due mesi di addestramento, Peškov fu nominato soldato di prima classe. Nell'aprile del 1915 venne promosso al grado di caporale e prese il comando di una squadra sul fronte. Qualche giorno più tardi, nei pressi di Arras, fu gravemente ferito al braccio destro, che gli fu successivamente amputato.
Decorato con la Legion d'Onore e riformato, Peškov ripartì per l'Italia, dove tenne varie conferenze sugli orrori della guerra che riscossero grande successo di pubblico. Tornò quindi a Parigi, dove conobbe Philippe Berthelot, alto funzionario del Ministero degli Esteri francese, che intuì le grandi potenzialità di Peškov e decise di inviarlo negli Stati Uniti per convincere l'opinione pubblica statunitense della necessità dell'entrata degli USA nel conflitto.

### Le missioni diplomatiche

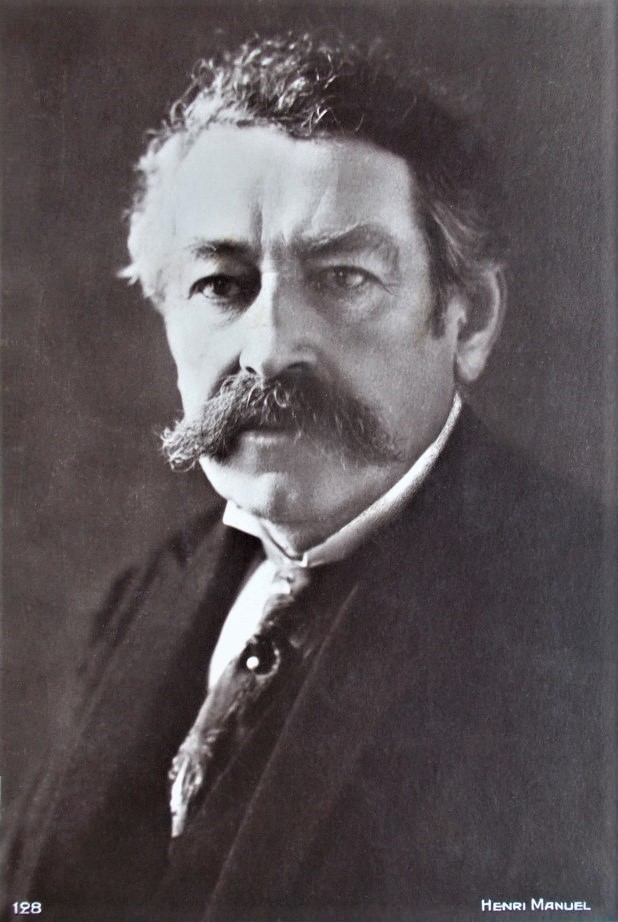
Aristide Briand, ministro francese e premio Nobel per la pace

Il ministro degli affari esteri Aristide Briand lo inviò quindi all'ambasciata francese negli USA con la qualifica di “interprete temporaneo”. Nell'aprile del 1917, dopo il voto del Congresso statunitense che decretò l'entrata in guerra degli Stati Uniti, Peškov tornò a Parigi
Nel maggio del 1917, all'indomani della rivoluzione d'ottobre, la Francia decise di inviare una missione diplomatica presso il governo provvisorio russo, cui viene aggregato anche Peškov. L'obiettivo era convincere il nuovo governo a proseguire la guerra contro l'impero tedesco. In Russia, Peškov ebbe l'occasione di rivedere la famiglia, in particolare i fratelli Jakov Sverdlov, uno dei massimi esponenti del partito bolscevico, e Venjamin, commissario generale delle ferrovie sovietiche.
La firma del trattato di pace di Brest-Litovsk, che pose fine al conflitto russo – tedesco, segnò il fallimento della missione francese. Peškov tornò a Parigi, ma venne presto rimandato in Russia come consigliere militare dell'armata bianca nella guerra civile. La vittoria dell'Armata Rossa nel novembre del 1920 lo fece rientrare definitivamente in Francia.

### Dal 1920 alla seconda guerra mondiale
Nel 1922 fu chiamato dalla Legione straniera in Marocco, e gli fu affidato il comando di un battaglione. Sebbene privo di esperienza sul campo, diresse le truppe francesi con valore, e fu ferito alla gamba sinistra nel giugno del 1925.
Negli anni seguenti, Peškov alternò l'attività diplomatica negli Stati Uniti e in Libano a quella militare in Marocco. Nel 1923 fu naturalizzato francese.
In quel periodo conobbe anche la sua seconda moglie, Jacqueline Delaunay-Belleville, vedova di un diplomatico francese, alla quale restò tuttavia legato solo per un breve periodo.
Nel maggio del 1940, la notizia dell'invasione tedesca della Francia lo raggiunse nell'Africa settentrionale, ove combatteva contro le forze tedesche al comando del terzo battaglione del secondo reggimento della Legione straniera.

### La seconda guerra mondiale

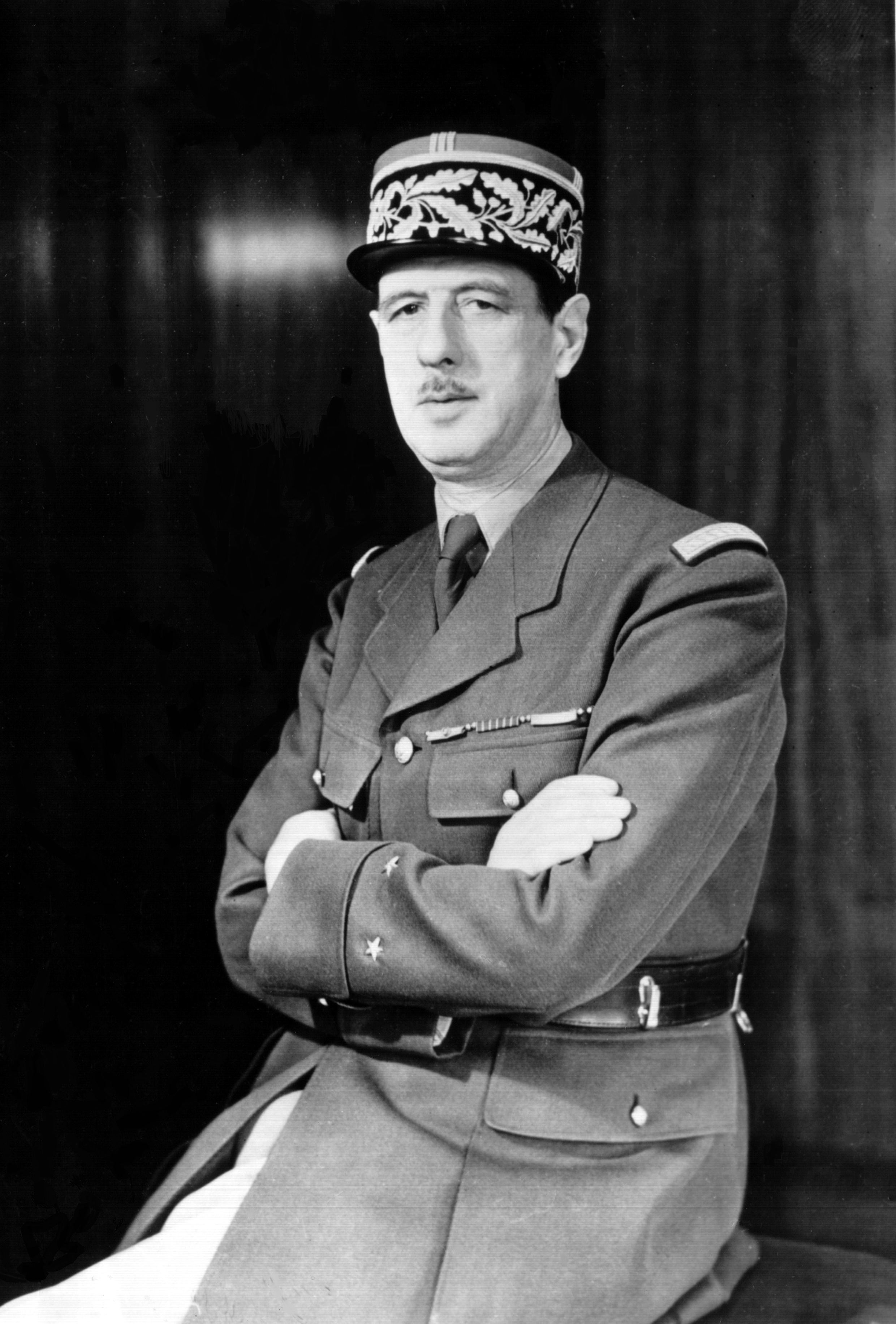
Il generale De Gaulle

Il 18 giugno gli giunse l'appello del generale De Gaulle, riparato a Londra, e decise di unirsi alle forze francesi di liberazione.
Riuscì a raggiungere Londra, dove iniziò a collaborare con De Gaulle, che nel 1941 lo promosse al grado di colonnello e lo inviò in missione in Sudafrica per organizzare spedizioni di armi in favore delle forze alleate.

### L'attività diplomatica del dopoguerra
Promosso generale di brigata nel 1944, Peškov venne inviato come delegato del comitato francese di liberazione nazionale presso il governo cinese di Chiang Kai-shek.
Dopo il periodo cinese, Peškov fu nominato nel 1946 ambasciatore di Francia in Giappone, Paese che lasciò al momento del pensionamento nel 1950.
Nello stesso anno, gli fu assegnata la gran croce della legione d'onore.
Con il ritorno alla politica del generale De Gaulle nel maggio 1958, Peškov venne incaricato di varie missioni diplomatiche, la più importante delle quali gli fu affidata nel 1964, quando dovette annunciare al maresciallo Chiang Kai-shek la decisione del governo francese di riconoscere diplomaticamente il governo della Cina popolare.

### La morte
Peškov morì a Parigi il 27 novembre 1966, e fu sepolto nel cimitero russo di Sainte-Geneviève-des-Bois. Sulla sua tomba volle scritto: “Zinovi Pechkoff – Légionnaire”.

## Onorificenze
- Legion d'onore (1915)